# NDUFB11
NDUFB11 (англ. NADH:ubiquinone oxidoreductase subunit B11) – білок, який кодується однойменним геном, розташованим у людей на X-хромосомі. Довжина поліпептидного ланцюга білка становить 153 амінокислот, а молекулярна маса — 17 317.
| 10         |  | 20         |  | 30         |  | 40         |  | 50         |
| ---------- |  | ---------- |  | ---------- |  | ---------- |  | ---------- |
| MAAGLFGLSA |  | RRLLAAAATR |  | GLPAARVRWE |  | SSFSRTVVAP |  | SAVAGKRPPE |
| PTTPWQEDPE |  | PEDENLYEKN |  | PDSHGYDKDP |  | VLDVWNMRLV |  | FFFGVSIILV |
| LGSTFVAYLP |  | DYRMKEWSRR |  | EAERLVKYRE |  | ANGLPIMESN |  | CFDPSKIQLP |
| EDE        |  |            |  |            |  |            |  |            |

A: Аланін

C: Цистеїн

D: Аспарагінова кислота

E: Глутамінова кислота

F: Фенілаланін

G: Гліцин

H: Гістидин

I: Ізолейцин

K: Лізин

L: Лейцин

M: Метіонін

N: Аспарагін

P: Пролін

Q: Глутамін

R: Аргінін

S: Серин

T: Треонін

V: Валін

W: Триптофан

Задіяний у таких біологічних процесах, як транспорт, транспорт електронів, дихальний ланцюг, альтернативний сплайсинг. 
Локалізований у мембрані, мітохондрії, внутрішній мембрані мітохондрії.